# Ісакович Самойло Ісаакович
Самойло Ісаакович Ісакович (нар. 1858, Одеса, Херсонська губернія, Російська імперія — пом. вересень 1910, Одеса, Херсонська губернія, Російська імперія) — міський та громадський діяч Одеси, оратор, бібліофіл і благодійник.

## Життєпис
Народився 1858 року в Одесі в інтелігентній караїмської сім'ї спадкового почесного громадянина Ісаака Соломоновича Ісаковича та його дружини Бікеч. У семирічному віці відданий в англійський пансіон Рандель, де навчався англійської, французької та італійської мов. Потім вступив до Одеського комерційне училище, директором якого на той час був педагог Р. В. Орбінського. У роки навчання почав писати вірші й драми, заснував дитячий журнал. У 1877 році закінчив комерційне училище і, всупереч волі батька, поступив у Дрезденський політехнікум, де пробув два семестри й перевівся в Імператорська Московське технічне училище. За півроку до випуску приїхав в Одесу на Різдво, де застав хвору матір і смерть батька. У зв'язку з цим, ставши єдиним годувальником у родині, змушений був покинути училище й зайнятися справами залишеної після смерті батька водолікарні. У 1891 році затверджується почесним попечителем Одеської чоловічої прогімназії.
У 1892 році 29-річний Самойло Ісакович обраний гласним Одеської міської думи, на посаді якого перебував декілька чотирирічч поспіль. Під час лютування в Одесі чуми 1901—1902 років як голова 2-го Олександрівського санітарного піклування доклав багато сил для боротьби з епідемією. Також був захисником муніципалізації міських підприємств, числився секретарем комісії по розробці питання про міської міліції, був членом одеського відділу Імператорського технічного суспільства, одним з організаторів і членом розпорядчого комітету Одеської промислової (фабрично-заводської, сільськогосподарської та художньої) виставки 1910 pokyref name="chopp" />. За політичними переконаннями примикав до конституційних демократів.
Був активним учасником караїмської суспільного життя: обраний почесним попечителем одеського караїмського училища, засновником Одеського караїмського благодійного товариства «Куппат Аніім», займаючи в ньому декілька років посади голови і секретаря. Першим пожертвував 500 рублів на антропологічні дослідження караїмів, але в той же час не став фінансувати установу Олександрівського караїмського духовного училища в Євпаторії, вважаючи його «мертвонародженим плодом». У 1881 році виступив одним з ініціаторів створення «Товариства допомоги недостатньою навченій караїмської молоді», основною метою якого було надання допомоги всім караїмів, які навчалися або збиралися навчатися в навчальних закладах. У 1893 році в Одесі опублікував складену ним же брошуру під назвою «Два слова про караїмів з приводу караїмської кімнати пані Р. С. Ісакович» з деякими відомостями з караїмської етнографії. Володів великою бібліотекою, яка складається з понад 10 тисяч томів. Володів декількома європейськими мовами: французькою, німецькою, англійською та італійською.
Загинув, повертаючись з одеської виставки, внаслідок нещасного випадку (оскаженілий кінь поніс й викинув Ісаковича з дрожок на бруківку). Похорон відбувся 23 серпня (5 вересня) 1910 року.

## «Лазні Ісаковича»
Колись знаменитий в Одесі гідропатичний заклад заснований 1867 року батьком Самойло Ісаковича в будинку Абрама Егізи по вул. Преображенській, 45, перебудованому під водолікарню в 1876 році архітектором А. А. Омаріні. «Лазні Ісаковича» стали другим за часом виникнення гідропатичним закладом в Одесі. Після смерті І. С. Ісаковича лазні перейшли у спадок до його сина, Самійла Ісаковичу, який встановив там нове, куплене за кордоном обладнання, перетворивши цей заклад в банно-лікувальний. У 1892 році на честь 25-річчя від дня заснування будівлю перебудували. Сама водолікарня складалася з декількох відділень: гідропатичного, річного мінерального басейну, прісних та мінеральних ванн, душа, мармурової чоловічий лазні і загальних чоловічих та жіночих бань. Відвідувачі також могли скористатися консультацією у постійних лікарів-фахівців. За радянських часів лазня Ісаковича продовжувала обслуговувати Одеський військовий округ, і там також розміщувалося ательє з пошиття форменого одягу для офіцерського складу.

## Сім'я
Засновником родини Ісаковичів став караїмський гахам і екзегет Ісаак бен Шеломо, який жив наприкінці XVIII — початку XIX століття в Чуфут-Кале.
Дід — Шелеме (Соломон) Ісаакович Ісакович, одеський 2-ї гільдії купець, один з представників нової формації караїмських підприємців свого часу. Неодноразово запрошувався новоросійським генерал-губернатором М. С. Воронцовим як учасником нарад про стан торгівлі в Одесі. Будучи одним з опікунів Одеського караїмського громадського училища, в 1858 році нагороджений золотою медаллю для носіння на шиї на Станіславської стрічці. У 1846 році Шелеме Ісаковичу, його дружину Султану Яковлєву, їхніх дітей: Ісаака, Якова, Сима, Мордохая, Еммануїла, Самуїла, Мілька й Естер Урядовий сенат удостоїв звання спадкового почесного громадянина.
Дружина — Рахіль Семенівна, уроджена Мангубі (1866 — бл. 1930), голова правління Одеського караїмського жіночого благодійного товариства з дня його заснування й до скасування (1907—1920).
- Син — Олександр-Данило Самойлович Ісакович (1883—1938, розстріляний)[17], доктор біології Мюнхенського університету, член Імператорського технічного товариства[2][5].
- Донька — Анна Самойлівна Ісакович (псевдонім Анна Ель-Тур, у шлюбі Калантарова; 1886—1954), російсько-французька співачка й музичний педагог[2].